# Ольдой (Амурська область)
Ольдой (рос. Ольдой) — селище у Сковородінському районі Амурської області Російської Федерації. Розташоване на території українського історичного та етнічного краю Зелений Клин.
Входить до складу муніципального утворення Тахтамигдинська сільрада. Населення становить 21 особу (2018).

## Історія
З 20 жовтня 1932 року входить до складу новоутвореної Амурської області.
З 1 січня 2006 року входить до складу муніципального утворення Тахтамигдинська сільрада.

## Населення
| 2002 | 2010 | 2012 | 2013 | 2014 | 2015 | 2016 |
| ---- | ---- | ---- | ---- | ---- | ---- | ---- |
| 40   | ↘29  | ↘28  | ↘25  | ↘24  | ↘23  | ↘22  |
| 2017 | 2018 |      |      |      |      |      |
| ↘21  | →21  |      |      |      |      |      |